# 彭茨贝格
彭茨贝格（德語：Penzberg）是德国巴伐利亚州的一个市镇。总面积25.72平方公里，总人口16285人，其中男性7896人，女性8389人（2011年12月31日），人口密度633人/平方公里。

## 友好城市
- 法國 朗贡